# Meșendorf
Meșendorf (niem. Meschendorf) – wieś w Rumunii, w okręgu Braszów, w gminie Bunești. W 2011 roku liczyła 301 mieszkańców.